# West Livingston
West Livingston is een plaats (census-designated place) in de Amerikaanse staat Texas, en valt bestuurlijk gezien onder Polk County.

## Demografie
Bij de volkstelling in 2000 werd het aantal inwoners vastgesteld op 6612.

## Geografie
Volgens het United States Census Bureau beslaat de plaats een oppervlakte van
62,1 km², waarvan 62,0 km² land en 0,1 km² water.

## Plaatsen in de nabije omgeving
De onderstaande figuur toont nabijgelegen plaatsen in een straal van 20 km rond West Livingston.